# Miles M.20
El Miles M.20 fue un caza británico de la Segunda Guerra Mundial, desarrollado por Miles Aircraft en 1940. Fue diseñado como un "caza de emergencia" simple y fácil de construir, como alternativa a que la producción de los Spitfire y Hurricane de la Real Fuerza Aérea fuese interrumpida por los esperados bombardeos en la anticipada invasión alemana del Reino Unido. Debido al posterior cambio en los bombardeos alemanes, después de la Batalla de Inglaterra, hacia  las ciudades británicas, en lo que fue conocido como The Blitz, junto con la dispersión de la fabricación de cazas británica, el bombardeo de la Luftwaffe de las factorías originales del Spitfire y del Hurricane no afectaron seriamente a la producción, y por ello el M.20 demostró ser innecesario y su diseño no fue continuado.

## Diseño y desarrollo
En el comienzo de la Segunda Guerra Mundial en septiembre de 1939, Miles Aircraft comenzó los trabajos en un caza monomotor para complementar a los Spitfire y Hurricane de la RAF. Una maqueta de madera del diseño, la M.20/1, fue inspeccionada por Sir Kingsley Wood, Secretario de Estado del Aire, pero no hubo encargos. Tras el estallido de la Batalla de Inglaterra en julio de 1940, la Real Fuerza Aérea se enfrentó a una potencial carestía de cazas. Para cubrir la amenaza de la Luftwaffe, el Ministerio del Aire encargó a Miles diseñar un caza simple y fácil de construir según la Especificación F.19/40. Esto se convertiría en el Miles M.20/2. Nueve semanas y dos días más tarde, voló el primer prototipo.
Para reducir el tiempo de producción, el M.20 empleaba una construcción totalmente en madera y usaba muchas partes del anterior entrenador Miles Master, carecía de hidráulica y poseía un tren de aterrizaje fijo carenado. El tren de aterrizaje fijo dejaba espacio y carga suficiente para doce ametralladoras Browning de 7,7 mm y 5000 disparos, y 700 litros de combustible (el doble de capacidad de munición que el Hawker Hurricane y que el Supermarine Spitfire). El M.20 fue equipado con una cubierta de burbuja para mejorar la visión en 360º.
En línea con la filosofía de diseño que enfatizaba la simplicidad, la velocidad y los componentes reusables disponibles, el motor era un Rolls-Royce Merlin XX “modular” idéntico a los usados por los Avro Lancaster y Bristol Beaufighter de motor Merlin, otorgándole unas prestaciones de vuelo similares a las de los dos cazas de primera línea principales británicos.

## Historia operacional

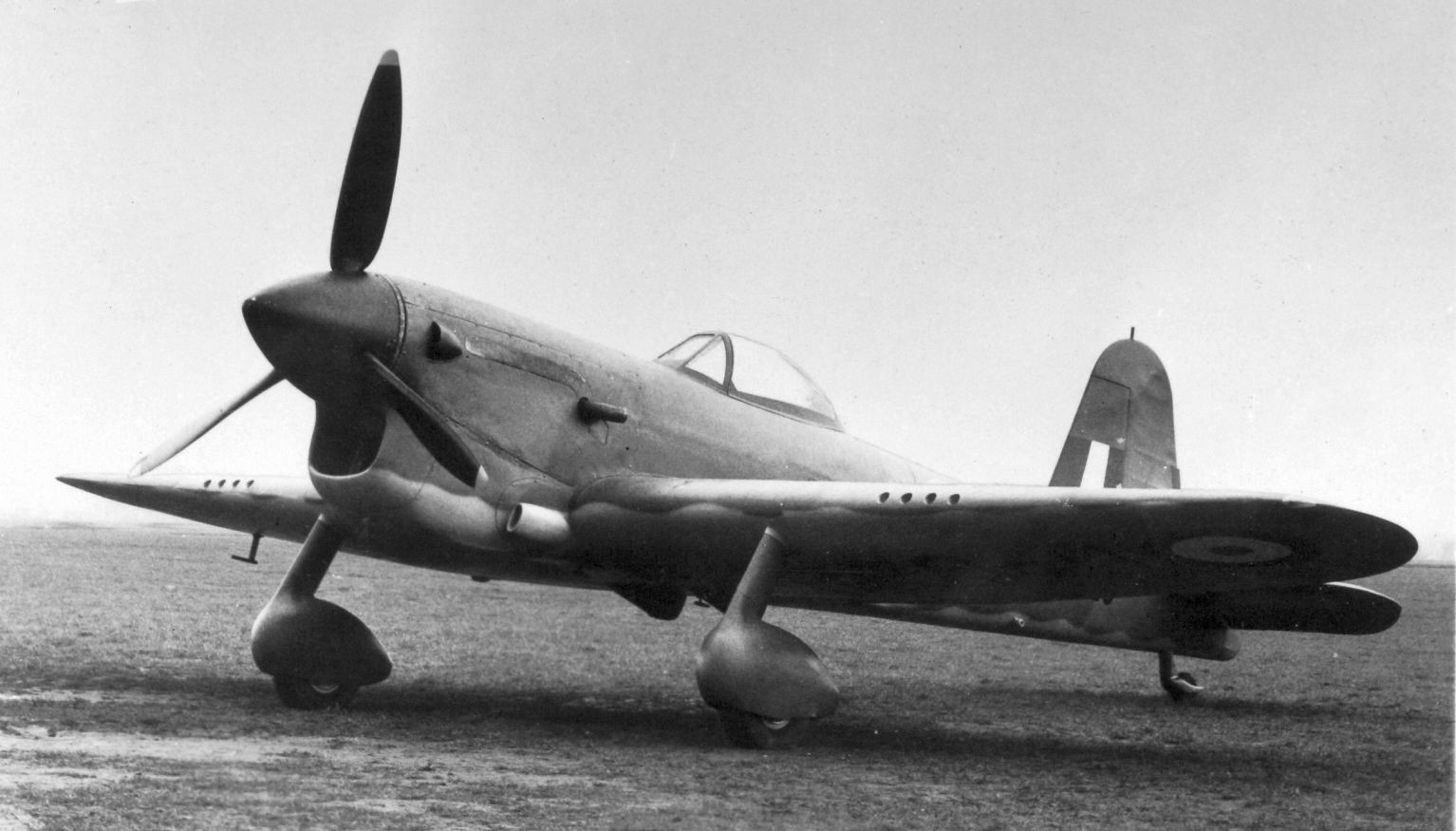

El primer prototipo voló por primera vez el 15 de septiembre de 1940, y fue probado en el Aeroplane and Armament Experimental Establishment (A & AEE) con la matrícula militar AX834 contra la Especificación F.9/40. Armado con 8 ametralladoras Browning de 7,7 mm como el Hurricane, el prototipo del M.20 era más rápido que el primero pero más lento que los modelos de Spitfire en producción, aunque llevaba más munición y poseía mayor alcance que cualquiera de ellos. Una vez que la Luftwaffe había sido derrotada sobre Gran Bretaña, la necesidad del M.20 se desvaneció y el diseño fue abandonado sin entrar en producción. El primer prototipo fue desguazado en Woodley.
Un segundo prototipo, U-0228 (más tarde DR616), fue construido para cubrir la Especificación N.1/41 que solicitaba un caza embarcado para el Fleet Air Arm, equipado con gancho de parada y puntos de lanzamiento de catapulta. Voló por primera vez el 8 de abril de 1941. Esta variante podría ser lanzada desde los barcos mercantes con catapulta que carecían de cubiertas de vuelo, por lo que el avión tendría que ser lanzado al mar tras su misión, y para facilitar esto, el tren de aterrizaje podía ser expulsado. Sin embargo, se modificaron Hurricane obsoletos para cubrir esta tarea, lo que hizo que la variante embarcada del M.20 fuera innecesaria. Consecuentemente, el prototipo también fue desguazado.
El piloto de pruebas Eric Brown voló este avión en enero de 1942. Informó que “aunque sorprendentemente rápido en prestaciones, no podía alcanzar al Martlet, al Hurricane o al Spitfire en maniobrabilidad”. También carecía de las excelentes características de aterrizaje en cubierta del Martlet.
Las cuentas comparan las prestaciones del M.20 con las de los aviones de la Batalla de Inglaterra. El M.20 (555 km/h a 6200 m (20 400 pies)) estaba propulsado por un Rolls-Royce Merlin XX con un sobrealimentador de dos velocidades. Un Hurricane IIB con el mismo motor hacía 550 km/h a 6700 m (22 000 pies). Un Spitfire Mk.VC, propulsado por un Merlin 45 similar, hacía 602 km/h a 4000 m (13 000 pies). El Spitfire estaba armado con dos cañones de 20 mm y cuatro ametralladoras de 7,7 mm. Los otros dos aviones estaban armados con ocho ametralladoras de 7,7 mm.

## Variantes
M.20/1
Caza ligero, una maqueta construida.
M.20/2
Caza de emergencia con motor Rolls-Royce Merlin XX, dos construidos.

## Operadores
Reino Unido
- Real Fuerza Aérea (sólo pruebas)
- Fleet Air Arm (sólo pruebas)

## Especificaciones (M.20/4)
Referencia datos: The British Fighter since 1912, Miles Aircraft since 1925

### Características generales
- Tripulación: Uno (piloto)
- Longitud: 9,2 m (30,1 ft)
- Envergadura: 10,5 m (34,6 ft)
- Altura: 3,8 m (12,5 ft)
- Superficie alar: 21,7 m² (233,6 ft²)
- Perfil alar: raíz: NACA 23021; punta: NACA 23009[9]
- Peso vacío: 2663 kg (5869,3 lb)
- Peso máximo al despegue: 3519 kg (7755,9 lb)
- Planta motriz: 1× motor lineal V12 refrigerado por líquido Rolls-Royce Merlin XX.
  - Potencia: 940 kW (1296 HP; 1278 CV) a 3000 rpm
- Hélices: Rotol tripala de velocidad constante
- Capacidad de combustible: 700 L; 39 L de aceite

### Rendimiento
- Velocidad máxima operativa (Vno): 536 km/h (333 MPH; 289 kt) a 6300 m (20 600 pies) con carga de combate; 560 km/h limpio a 6300 m (20 600 pies)
- Velocidad de entrada en pérdida (Vs): 130 km/h (81 MPH; 70 kt) con flaps abajo; 163 km/h con flaps arriba
- Alcance: 890 km (481 nmi; 553 mi) (2 h, duración normal); 1400 km (5 h 12 min, duración máxima absoluta)
- Techo de vuelo: 9600 m (31 496 ft) ; techo absoluto: 10 800 m (35 500 pies)
- Régimen de ascenso: 16 m/s (3150 ft/min)
- Carga alar: 162 kg/m² (33,2 lb/ft²)
- Tiempo a altitud: 9 min 36 s para 6100 m (20 000 pies)
- Carrera de despegue: 250 m con flaps a 30°
- Carrera de despegue hasta 15 m (50 pies): 410 m con flaps a 30°

### Armamento
- Ametralladoras: 

  - 8x Browning M1919 de 7,7 mm

## Aeronaves relacionadas

### Desarrollos relacionados
- Miles Master

### Aeronaves similares
- Bell XP-77
- Douglas XP-48
- Tucker XP-57
- Caudron C.714
- Martin-Baker M.B.2

### Secuencias de designación
- Secuencia M._ (interna de Miles): ← M.17 - M.18 - M.19 - M.20 - M.24 - M.25 - M.26 →